# Curtin (Oregon)
Curtin az Amerikai Egyesült Államok északnyugati részén, Oregon állam Douglas megyéjében, az Interstate 5 közelében elhelyezkedő önkormányzat nélküli település.
Névadója Daniel Curtin fűrészüzem-tulajdonos. A posta 1908-tól működött, de mára megszűnt.

## Éghajlat
A település éghajlata mediterrán (a Köppen-skála szerint Csb).

## Fordítás
- Ez a szócikk részben vagy egészben  a   Curtin, Oregon című angol Wikipédia-szócikk ezen változatának fordításán alapul.  Az eredeti cikk szerkesztőit annak laptörténete sorolja fel. Ez a jelzés csupán a megfogalmazás eredetét és a szerzői jogokat jelzi, nem szolgál a cikkben szereplő információk forrásmegjelöléseként.